# Bruno Karberg
Bruno Karberg (* 8. Februar 1896 in Hamburg; † 4. Februar 1967 ebenda) war ein deutscher Gebrauchsgrafiker und Maler.

## Leben und Wirken
Bruno Karberg kam in Curslack zur Welt. Er erhielt eine Schulausbildung an der Stadtschule in Hamburg-Bergedorf, wo er erstmals als begabter Zeichner in Erscheinung trat. Anschließend absolvierte er eine Lehre bei Georg Hulbe und studierte in der Folgezeit an der Kunstgewerbeschule Hamburg. Zu seinen Lehrern gehörten Carl Otto Czeschka und Paul Helms. Karberg beschäftigte sich während des Studiums mit diversen, künstlerisch zu verwendenden Materialien und Werkstoffen, die er sinnvoll zu verwenden und gestalten verstand. Außerdem setzte er sich ausführlich mit der schriftlichen und bildlichen Gestaltung sowie der Führung von Linien und Ornamenten auseinander. Anfang der 1920er Jahre eröffnete Karberg ein eigenes Atelier mit Sitz in der Hasselbrookstraße 1, später bei Landwehr 35.
Im Auftrag des Hamburg Senats gestaltete der Grafiker 1923 das Hamburger Staatswappen neu, das in dieser Form noch heute verwendet wird. Diesen Entwurf musste Karberg später auf Geheiß der Nationalsozialisten 1934 umarbeiten, da sie der Meinung waren, dass die abgebildeten Sterne einem Davidstern ähnelten. Später erhielt das Wappen wieder die ursprünglich von Karberg entworfene Form.
Da der Senat mit Karbergs Entwurf des Staatswappens zufrieden war, schuf der Grafiker in dessen Auftrag bis zu seinem Lebensende viele repräsentative Präsente, Urkunden und Medaillen. Außerdem erstellte er Plakate, Prospekte, Bucheinbände, Ehrenpreise, und lieferte Entwürfe von Möbeln, aber auch Zigarettenverpackungen. Während der 1920er und 1930er Jahre galt er als einer der innovativsten und kreativsten Gebrauchsgrafiker der Hansestadt.
Während der Zeit des Nationalsozialismus verließ Karberg, der von den Nationalsozialisten geschätzt wurde, Hamburg nicht. Zum 1. Mai 1937 trat er der NSDAP bei (Mitgliedsnummer 4.058.309). Adolf Hitler erstellte ein Dankesschreiben und bezeichnete ihn, auch aufgrund seiner Kunsthandwerke, als jemand, der „beste deutsche Wertarbeit“ schaffe. Karberg, der davon profitieren und sich in den Dienst der Nationalsozialisten hätte stellen können, tat dies nicht, sondern arbeitete weiterhin im Rahmen der sich bietenden Möglichkeiten frei. Der Zweite Weltkrieg zwang ihn, die künstlerischen Tätigkeiten zu reduzieren und später ganz einzustellen. Grund hierfür war der Brand seines Ateliers im Juli 1943, der sämtliche Unterlagen mitsamt umfangreicher Entwürfe und Briefe vernichtete. Nur wenige Werke Karbergs blieben erhalten. 1943 erhielt er zusammen mit dem Blut-und-Boden-Dichter Friedrich Wilhelm Hymmen den mit 5.000 Reichsmark dotierten Hamburger Dietrich-Eckart-Preis.

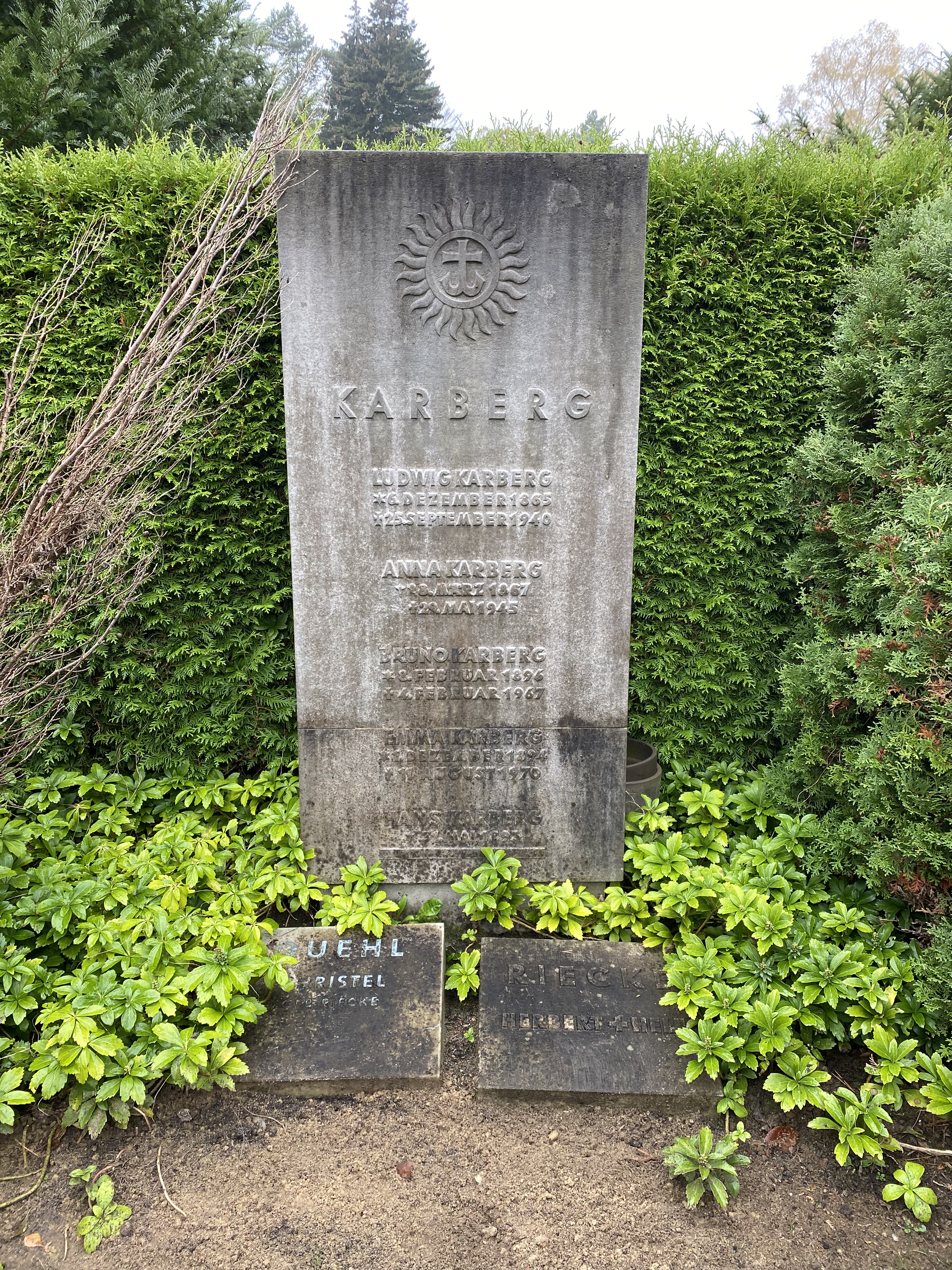
Grabstätte

Nach Kriegsende eröffnete der Grafiker ein neues Atelier am Glindersweg 25 in Bergedorf. In den Folgejahren erstellte Karberg gemeinsam mit mehreren Angestellten zahlreiche Gebrauchsgrafiken. In den 1950er und 1960er Jahren entwarf er mehrere Außenwerbungen, die das Stadtbild Hamburgs prägten. Dazu gehörten der Großteil der Werbeauftritte der Hamburger Gaswerke und der Hamburger Sparcasse von 1827. Außerdem gestaltete Karberg Logos und Köpfe mehrerer Tageszeitungen, darunter für Die Welt, die Welt am Sonntag und die Lübecker Nachrichten. Einige dieser Grafiken werden bis heute verwendet. Karberg starb kurz vor seinem 71. Geburtstag.
Das Museum für Bergedorf und die Vierlande mit Sitz im Bergedorfer Schloss bewahrt die wichtigsten Stücke von Bruno Karbergs Nachlass auf, darunter etwa 3000 Blatt. Hier fand vom 17. Juni 2004 bis zum 17. April 2005 eine umfassende Ausstellung über sein Werk statt.
Bruno Karberg wurde auf dem Friedhof Bergedorf beigesetzt. 1979 wurde im Stadtteil Bergedorf der Karbergweg nach ihm benannt.

## Illustrationen
- Bruno Karberg: 10 kleine Negerlein. 300 Exemplare mit 22 Holzschnitten, davon elf koloriert, Originalhalbleinenband mit Holzschnitt-Deckelschild. Bücherstube Hans Götz, Hamburg 1924
- Fedor von Zobelitz: Ein kurzweilig Lesen von Till Eulenspiegel geboren aus dem Lande zu Braunschweig wie er sein Leben vollbracht hat und seine Geschichten. Illustrationen von Bruno Karberg, Alster Verlag, Hamburg 1924